# Kostin Shar
Le Kostin Shar (en russe : Костин Шар) est un détroit en mer de Barents, un espace maritime bordier de l'océan Arctique.

## Géographie
Il sépare l'île Mejdoucharski de la péninsule de Goose et de l'île Ioujny en Nouvelle-Zemble. Il s'étend sur environ une centaine de kilomètres pour une largeur oscillant de 3,5 km à 16 km. Ses rivages sont hauts et escarpés et sa profondeur atteint 48 m.
Sur la côte nord-ouest du détroit se trouve le village de Belouchia Gouba.